# Костел Святих Апостолів Петра і Павла (Бережани)
Костел святих апостолів Петра та Павла в Бережанах (Фарний костел, до 1996 року — костел Різдва Богородиці) — діючий парафіяльний костел, пам'ятка сакральної архітектури готичного стилю першої половини XVII століття в місті Бережани Тернопільської області.
Хрещатий в плані пізньоготично-ренесансний храм.
Розташований в центрі міста по вулиці Братів Лепких, 1.

## З історії костелу
Будівництво фарного костелу розпочали 1600 року. У стіну храму вмуровано плиту, яка засвідчує, що його заклав тодішній господар міста Адам Єронім Сенявський. Володимир Бемко стверджував, що будівництво завершилось за сприяння Ядвіги з Тарлів — матері фундатора.
31 серпня 1626 року костел освячено як храм Різдва Діви Марії.
Біля храму — дзвіниця (1741), перебудована з оборонної вежі.
Портал храму — різьблений білокам'яний; є версія, що його автором був славетний скульптор Ян Пфістер.
Інтер'єри лаконічніі: неоготичний дерев'яний вівтар, у пресбітерії — алебастровий надгробок Ізабелли з Сапєгів Потоцької (1880-ті рр.).
До костелу прибудовано дві каплиці (фундовані родиною Скарбеків і Анною Крайсер).
Комплекс мав оборонне значення і був розташований на пагорбі — на відміну від Бережанського замку, розміщеного в низині.
Храм неодноразово потерпав від нападників, відроджувався і декілька разів змінювалася конфігурація вежі.
Польський поет Юліуш Словацький писав:
В Бжежанськім храмі, сяєвом залитий

Мигтить вівтар; гримлять гучні органи

Дрижать пілястри й надмогильні плити

На лавах світлі миготять жупани.
Своє багатолітнє призначення культової споруди пам'ятка втратила в післявоєнний час, коли її використовували під складські приміщення, згодом — як приміщення спортивної школи.
1996 року костел повернуто римо-католицькій громаді міста й освячено під назвою Петра та Павла. Здійснено відповідні ремонтні роботи в інтер'єрі, перекрито дах, відновлено каплицю у південній частині подвір'я. Відновлено фрагмент цінної фрески з гербовими картушами над вхідними дверима. Нині це — повноцінно діючий парафіяльний костел.

## Усипальниця
У криптах ховали шляхту та заможних міщан. Збереглися поховання гетьманів Миколая-Єроніма (1645—1683) і Адама-Миколая (1666—1726) Сенявських. також був похований останній дідич міста з роду Потоцьких — граф Якуб Ксаверій Александер Потоцький.
Тут похований відомий сницар Ян Пфістер.